# Le Villars
Le Villars település Franciaországban, Saône-et-Loire megyében. Lakosainak száma 285 fő (2022. január 1.). Le Villars Sermoyer, Farges-lès-Mâcon, Plottes, Préty, Tournus és La Truchère községekkel határos.

## Népesség
A település népességének változása:
| Lakosok száma | 269  | 281  | 290  | 285  | 282  | 279  | 279  | 279  | 285  |
|               | 2013 | 2015 | 2016 | 2017 | 2018 | 2019 | 2020 | 2021 | 2022 |